# 湊谷愛優・真優
湊谷 愛優・真優は、湊谷 愛優（みなとや あゆ）と湊谷 真優（みなとや まゆ）の双子の姉妹で、共に日本の子役である。生年月日は2人とも1996年1月24日。かつては共にスマイルモンキーに所属していた。

## 人物

### 湊谷愛優
身長155cm。趣味は、音楽を聴く、運動。特技は、バスケ。好きな言葉は「やる時はやる」。

### 湊谷真優
身長156cm。趣味は、運動。特技は、バスケ。好きな言葉は「一生懸命」。

## 出演

### 映画
- ぴあフィルムフェスティバル「Border Line」（2002年）
- グーグーだって猫である（2008年） - 真優のみ出演、ナオミ（上野樹里）の幼少 役

### テレビ
- ビューティ7（日本テレビ、2001年）
- ラボラボーン（テレビ朝日、2001年）
- 現役教師1000人大告白!先生だって人間なんだSP（フジテレビ、2005年）

### CM
- コナミスポーツ（2002年）
- 日産自動車 セレナ（2003年）